# El Cerro del Aripo
El Cerro del Aripo é a montanha mais alta da ilha de Trinidad, com 940 m de altitude, e também o ponto mais alto de Trinidad e Tobago. Faz parte do Maciço de Aripo, na Cordilheira Setentrional.
Muitas mortes aconteceram em El Cerro del Aripo e arredores, incluindo um assassinato onde o corpo de um homem foi encontrado ao longo de La Orange Trace, e a descoberta de corpos de pessoas desaparecidas como Andrea Bharatt, cujo corpo foi encontrado no vale do Aripo.